# КамАЗ-5320
КамАЗ-5320 — бортовий автомобіль з колісною формулою 6х4 та вантажопідйомністю 8 т. Серійно випускався на Камському автомобільному заводі в Росії у період з 1976 по 2000 рік. Конструкція автомобіля дозволяє експлуатацію автомобіля з причепом. Кузов представлений платформою з відкривними бортами, додатково може встановлюватися і тентове покриття. Кабіна трьохмісна, цільнометалева. Для полегшення доступу до двигуна кабіна може відкидатися вперед.

## Історія створення

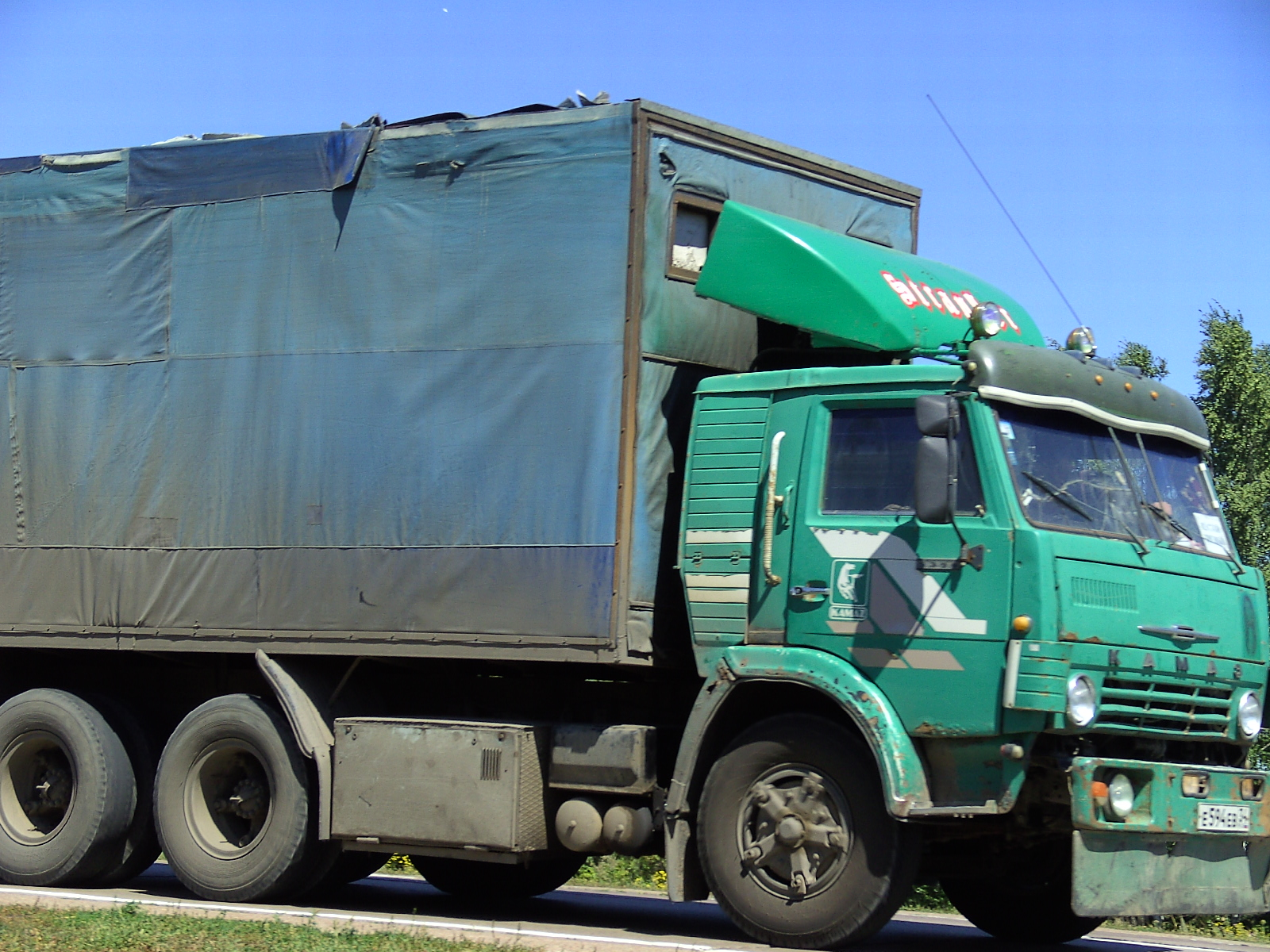
КАМАЗ-5320 з довгою кабіною

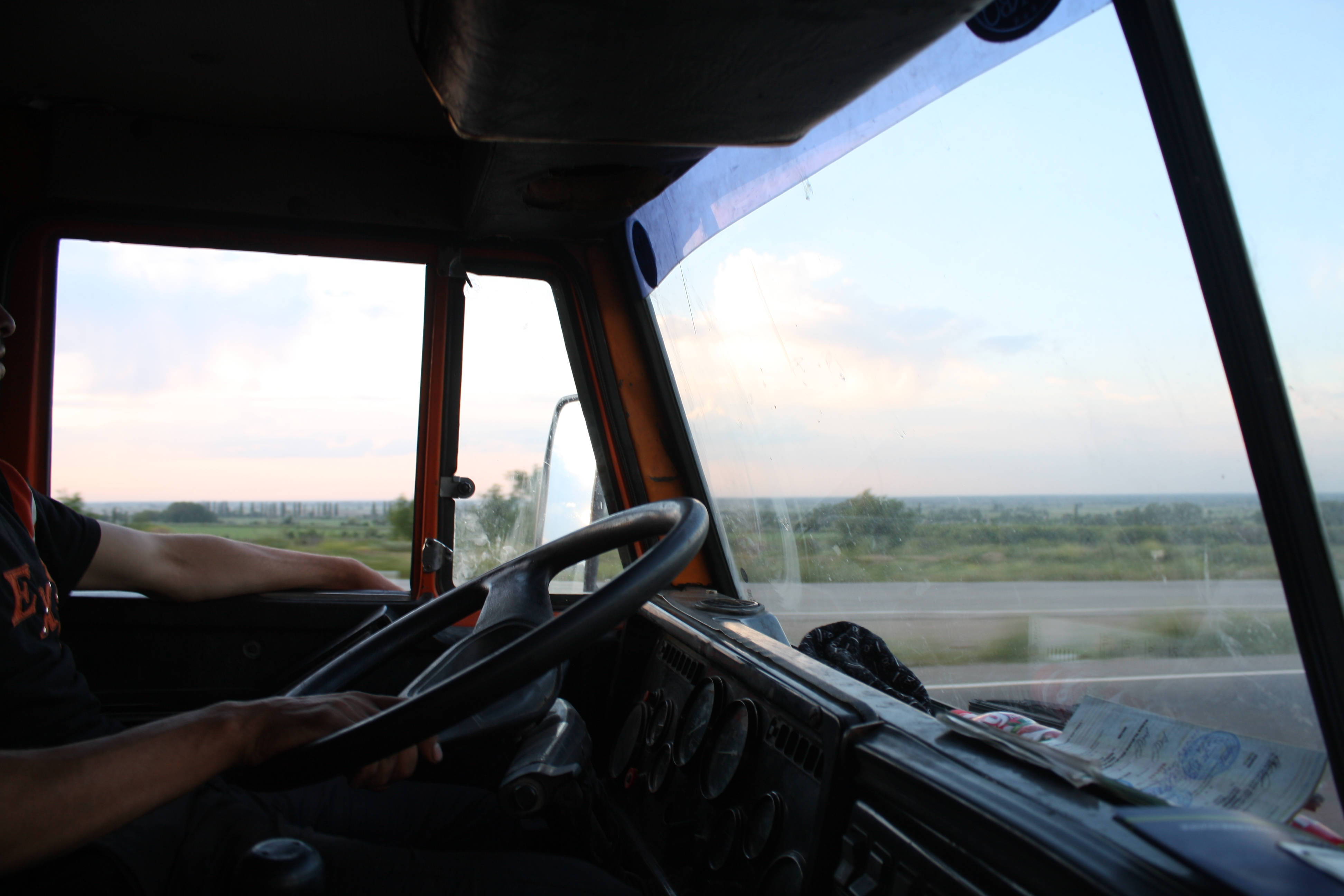

Розробивши сімейство автомобілів ЗІЛ-133, запуск якого у виробництво з різних причин відкладався, КЕТ "ЗІЛ" в 1967 році приступив до роботи над новим перспективним сімейством автомобілів ЗІЛ-170 (6х4) і ЗІЛ-175 (4х2), аналогічних по класу ЗІЛ-133. Перший ЗІЛ-170 був побудований в 1968 році. На ньому стояв двигун Ярославського моторного заводу (ЯМЗ). У версії ЗІЛа кабіна придбала трохи інші, більш прямокутні форми і витончений передок, з ґратами повітрозабірника в правій частині та 4 основні фари.
В травні 1969 року перший дослідний зразок автомобіля ЗІЛ-170 пройшов перші випробування на ділянці Углич-Рибінськ. До кінця 1969 р. вдалося сформувати перше сімейство ЗІЛ-170, що включало два сідлових тягачі для роботи з напівпричепами вантажопідйомністю 16 і 20 тон, бортову вантажівку і самоскид. Тоді ж, у 1969 році, дослідний зразок ЗІЛ-170 був виставлений на огляд на ВДНГ. Але після прийняття постанови ЦК КПРС і Ради Міністрів СРСР «Про будівництво комплексу заводів з виробництва великовантажних автомобілів в Набережних Човнах» подальшу розробку і подальшу збірку ЗІЛ-170 було вирішено перенести на КамАЗ. Тоді ж назву машини ЗІЛ-170 поміняли на КамАЗ-5320. Перший, дослідний КамАЗ-5320 зійшов з конвеєра в 1974 році.
Перші КамАЗи зійшли з конвеєра 16 лютого 1976 року. За традицією тих років вантажівки з першої партії були прикрашені гаслом "Наш подарунок XXV з'їзду КПРС".
На базі КамАЗ-5320 в сімействі були створені сідловий тягач КамАЗ-5410, самоскид КамАЗ-5511, подовжена бортова вантажівка КамАЗ-53212, шасі КамАЗ-53213, а також сімейство двохосьових аналогів (подовжений КамАЗ-5325 і базовий КамАЗ-4325 бортові, самоскид КамАЗ-43255, сідловий тягач КамАЗ-4410). Виробництво перших двох моделей сімейства 5320 почалося в 1977 році, інших - пізніше. Всі моделі цього сімейства мали схожу конструкцію і багато в чому були уніфіковані.

## Будова автомобіля
Загальна компоновка КамАЗ-5320 характерна для вантажних автомобілів того часу. Тримісна кабіна автомобіля розташовується над двигуном і за допомогою торсіонного механізму відкидається вперед, відкриваючи доступ до двигуна. Двигун, зчеплення і коробка передач утворюють єдиний силовий агрегат, встановлений на передніх, задніх і підтримуючих опорах. На КамАЗ-5320 встановлювалися чотиритактні V-подібні восьми циліндрові дизельні двигуни розробки Ярославського моторного заводу робочим об'ємом 10,85 л, потужністю 210 к.с., при максимальному числі обертів 2600 на хвилину.
На дизелях для перших КамАЗах були застосовані конструктивні рішення, які на той момент були для вітчизняного автомобілебудування новинками або ще не знаходили широкого застосування, наприклад, азотований колінчастий вал або повнопотокова система фільтрації масла з центрифугою. Автоматичний контроль за правильністю роботи системи охолодження здійснюють гідромуфта в приводі вентилятора і два термостата. Система охолодження зроблена закритою і була розрахована на постійне використання охолоджувальної рідини тосол.
Була введена система очищення повітря з фільтром сухого типу і автоматичним відсмоктуванням пилу з фільтра за допомогою ежектора, чинного за рахунок енергії відпрацьованих газів. Серед інших нововведень можна відзначити колоїдно-графітове покриття спідниць поршнів, знімні металокерамічні напрямні втулки для клапанів, молібденове покриття нижнього поршневого кільця, активно-реактивний глушник шуму випуску. У силових агрегатах КамАЗ-5320 використані дводискові зчеплення. У гідравлічному приводі механізму управління зчепленням є пневмопідсилювач, що полегшує користування педаллю.
Особливістю трансмісії КамАЗ є дільник, або мультиплікатор - додаткова двоступенева коробка передач, встановлена після зчеплення перед основною коробкою. Одна передача подільника зроблена прямий, а друга - підвищує. Власне коробка передач - п'яти ступінчаста, синхронізована на другий, третій, четвертій і п'ятій передачах. Управління коробкою - дистанційне, з механічним приводом. У дільнику передачі перемикаються за допомогою пневматичного приводу. Карданна передача - відкритого типу, складається з двох трубчастих валів. Карданні шарніри на голчастих підшипниках з постійним запасом мастила.
Головна передача ведучих мостів була зроблена подвійною: пара конічних шестерень зі спіральними зубами і пара циліндричних косозубих шестерень. В середньому мосту встановлений блокується симетричний міжосьовий диференціал. Ресори передньої підвіски (підлозі еліптичні, з легкими задніми кінцями) працюють спільно з гідравлічними телескопічними амортизаторами подвійної дії. Задня підвіска - балансирного типу. Її ресори теж підлозі еліптичні, з легкими передніми і задніми кінцями. Листи ресор мають Т-подібний перетин.
Автомобіль оснащувався без дисковими колесами зі знімними бортовими й замковими кільцями. Шини - радіального типу, 12-шарові, розміром 260-508 Р (9,00-20), зазвичай - з універсальним малюнком протектора. КамАЗ-5320 забезпечений декількома системами гальм: робочої, стояночної, допоміжної і запасний. Гальмівні механізми всіх коліс - барабанного типу, з двома колодками. Привід робочого гальма - пневматичний, двоконтурний, з роздільним дією для коліс передньої осі і коліс заднього візка.
На стоянці автомобіль утримується гальмівними механізмами коліс заднього візка, які в цьому випадку приводяться в дію від пружинних енергоакумуляторів. Механізми допоміжного гальма встановлені в прийомних трубах глушника. Їх дія заснована на створенні протитиску в системі випуску газів за допомогою заслінок, що перекривають прохідні перетини. При аварійному відмову однієї з основних систем автомобіль можна зупинити запасним стоянковим гальмом. Робочими гальмами водій керує, натискаючи на педаль, пов'язану важелями і тягами з двосекційним гальмівним краном.
Праворуч від сидіння водія розташований кран з ручкою гальма стоянки. Запасна система вмикається разом зі стоянковою, а допоміжна - за допомогою кнопкового вимикача, розташованого на підлозі кабіни під кермовою колонкою. Кермове управління має у своєму складі гідропідсилювач, об'єднаний з кермовим механізмом. У задній частині рами знаходиться буксирне пристосування з двосторонньої амортизацією. Воно розраховане на постійну роботу з причепом загальною вагою до 11,5 тонн.

## Технічні характеристики
- Колісна формула — 6х4
- Вантажні параметри навантаження, а/м
- Спорядженна маса а/м, кг — 7080
- Вантажопідйомність а/м, кг — 8000
- Повна маса, кг — 15305

Двигун
- Модель — КамАЗ 740.10
- Тип — дизельний атмосферний
- Потужність кВт (к.с.) — 154 (210)
- Розташування та число циліндрів — V-подібне, 8
- Робочий об'єм, л — 10,85
- Коробка передач
- Тип — механічна пятиступінчата з двухступеневим ділителем (5*2)

Кабіна
- Тип — розташована над двигуном.
- Виконання — без спального місця.

Колеса та шини
- Тип коліс — бездискові
- Тип шин — пневматичні, камерні
- Розмір шин — 9.00R20 (260R508)

Платформа
- Платформа бортова, з металічними відкидними бортами
- Внутрішні розміри, мм — 5200х2320

Загальні характеристики
- Максимальна швидкість, км/год — 85
- Внутрішній габаритний радіус повороту, м — 9,3